# پرسپا (روستا)
پرسپا (به بلغاری: Prespa) یک منطقهٔ مسکونی در بلغارستان است که در شهرستان بالچیک واقع شده است.